# Marlieux
Marlieux [marlijö] je francouzská obec v departementu Ain v regionu Auvergne-Rhône-Alpes. V roce 2011 zde žilo 931 obyvatel.

## Sousední obce
La Chapelle-du-Châtelard, Le Plantay, Saint-Germain-sur-Renon, Saint-Nizier-le-Désert, Saint-Paul-de-Varax, Villars-les-Dombes

## Vývoj počtu obyvatel
Počet obyvatel 